# Porodica (taksonomija)
Porodica (lat. Familia) u biološkoj klasifikaciji označava jednu od hijerarhijskih razina, a može biti kategorija (rang) ili svojta (takson).
Na hijerarhijskoj ljestvici biologije, porodica se nalazi između dvije glavne razine, reda i roda. Neposredno iznad porodice može stajati nad-porodica (lat. Superfamilia), a ispod nje pod-porodica (lat. Subfamilia).
U zoologiji postoji konvencija da znanstveni nazivi porodica završavaju na -idae (primjer mačke, Felidae).
Za razliku od zoologije, u botanici imena porodica završavaju na -aceae (primjer Fagaceae). Imena porodica često se izvode iz imena naročito poznatog roda te porodice (primjer Liliaceae), ali i iz morfoloških osobitosti određene porodice.